# Idaea sericea
Idaea sericea là một loài bướm đêm trong họ Geometridae.